# Midnight Weather
Midnight Weather（ミッドナイトウェザー）とは、かつてTBSテレビで放送終了・開始の間に放送されていたフィラー番組である。

## 概要
1995年10月より放送開始、今までは1994年頃より放送終了直後と放送開始直後に数分間天気予報を表示するだけであったが、一つのフィラー番組として、洋楽や邦楽などに乗せるものになった。
内容は普通の天気予報で放送される、日本全国の天気や関東地方の天気、週間予報や予想天気図、衛星による雲の動きや予報雨量などに加え、関東地方の洗濯予報や釣りレジャー予報、浜崎橋お天気カメラの様子などを放送していた。
使用される楽曲は基本的にアルバムで放映されていた。
原則として日曜深夜(月曜早朝)は放送休止をしており、今まで通り数分間天気予報を映したのちブルーバックに「遅くまでTBSテレビをご覧くださいましてありがとうございました。次の放送開始は○時○○分の予定です」とテロップを表示したのちカラーバーに切り替わりEWSテスト終了後は停波していた。
TBSニュースバードのサイマル放送開始に伴い、2002年3月にて放送終了。

## 映像の流れ
2001年頃の流れ
1.クロージング終了後に、青空をイメージしたバックに「このあと、天気情報をお送りします」
のテロップを表示
2.次に「この天気情報は、予告なしに中断、終了する場合があります」 
のテロップを表示
3.Midnight Weatherのタイトル表示、タイトル下に使用されるアルバムの歌手とレーベル名を記載
4.月の出、月の入り時刻の表示
5.関東各地の満潮と干潮の時刻の表示
6.関東各地の釣り情報の表示
7.関東各地のゴルフ情報の表示
8.関東各地の天気予報
9.日本各地の天気予報
10.日本各地の週間予報
11.浜崎橋お天気カメラの表示(基本的に10分程度)
そして3からの繰り返しで放送

## 使用された歌手とアルバム
| アーティスト    | アルバム名                | 放送年月   |
| --------------- | ------------------------- | ---------- |
| 山根康広        | Born in 66                | 1995年10月 |
| 椎名林檎        | 勝訴ストリップ            | 2000年3月  |
| 宇多田ヒカル    | First Love                | 1999年6月  |
| B'z             | FRIENDS II                | 1997年3月  |
| 長谷川都        | うたをうたおう            | 2002年2月  |
| いとうゆうこ    | カイト                    | 1998年5月  |
| the Margarines  | PiP                       | 1998年8月  |
| Folder          | THE EARTH                 | 1999年1月  |
| Folder5         | HYPER GROOVE 1            | 2001年9月  |
| smart           | 彩虹-zai phon-            | 1997年2月  |
| 槇原敬之        | UNDERWEAR                 | 1996年11月 |
| ZARD            | ZARD BLEND〜SUN & STONE〜 | 1997年6月  |
| L'Arc〜en〜Ciel | True                      | 1997年1月  |
| 渡辺美里        | ハダカノココロ            | 1998年8月  |